# Bistum Dassa-Zoumé
Das Bistum Dassa-Zoumé (lateinisch Dioecesis Dassana-Zumensis, französisch Diocèse de Dassa-Zoumé) ist eine Diözese der römisch-katholischen Kirche in Benin mit Sitz in Dassa-Zoumé. Es umfasst das Département Collines.

## Geschichte
Papst Johannes Paul II. gründete es mit der Apostolischen Konstitution Ad aptius fovendum am 10. Juni 1995 aus Gebietsabtretungen des Bistums Abomey und es wurde dem Erzbistum Cotonou als Suffragandiözese unterstellt. Der erste Ortsordinarius war Antoine Ganyé von der Bistumsgründung bis zu seiner Ernennung zum Erzbischof von Cotonou am 21. August 2010. Nach viereinhalbjähriger Sedisvakanz wurde François Gnonhossou SMA im Februar 2015 zum zweiten Bischof von Dassa-Zoumé ernannt.